# Gustavo Ross
Gustavo Ross Santa María (Valparaíso 16 juni 1879 - Santiago 5 april 1961) was een Chileens politicus. 
Gustavo Ross stamde uit een van oorsprong Schotse familie. Hij bezocht het lyceum in Valparaíso en studeerde rechten. Hij was een succesvol zakenman - oprichter en directeur van een salpeteronderneming - die zich in de politiek begaf voor de Partido Conservador (Conservatieve Partij). In 1920 werd hij gekozen tot burgemeester van zijn geboortestad. President Arturo Alessandri benoemde Ross in 1932 tot minister van Financiën. Hij voerde een streng begrotingsbeleid waarmee hij de Chileense economie weer op rails kreeg. Vanwege zijn beleidskeuze was hij weinig geliefd bij de linkse oppositie. In 1937 was korte tijd minister van Buitenlandse Zaken.
In 1938 stelde Ross zich kandidaat voor het presidentschap voor de liberaal-conservatieve coalitie. Bij de presidentsverkiezingen van dat jaar eindigde hij met 49,2% van de stemmen als tweede, vlak achter de kandidaat van het Frente Popular, Pedro Aguirre Cerda, die 50,1% van de stemmen kreeg.
Na de verkiezingen trok hij zich uit het openbare leven terug. Hij overleed in 1961 in Santiago.